# Adorant de Larsa
L'Adorant de Larsa est une statuette mésopotamienne, unique par sa facture, qui est exposée  salle 227 (aile Richelieu) du rez-de-chaussée du musée du Louvre. Datant du paléo-babylonien (2004-1595 av. J.-C.), elle représente un homme le genou droit en terre. La statuette est vouée par un habitant de Larsa au dieu Amurru, afin de protéger la vie d'Hammurabi.

## Découverte
Cet objet a été acquis par le musée du Louvre en 1931, sur le marché des antiquités. Il provient de fouilles clandestines menées sur le site de Tell Senkereh, l'antique Larsa.

## Description
Cette statuette de bronze mesure 19,6 cm de hauteur, 14,8 cm de longueur et 7 cm de largeur. Le visage, la barbe et les mains de l'adorant sont recouvertes de feuilles d'or. Ce haut personnage est coiffé d'un bonnet proche du bonnet royal et porte la main à la bouche, dans une attitude de prière. Le côté droit du socle de la statuette le représente dans la même position devant une divinité assise qui, selon la longue inscription du socle, est Amurru, dieu-protecteur des Amorrites. Le côté gauche du socle représente un bélier. L'avant du socle consiste en une petite vasque en avancée qui servait pour les offrandes.
Cette statuette est exceptionnellement bien conservée et les traits du personnage sont remarquablement rendus.
Son numéro d'inventaire est AO 15704.
|  |
|  |

|  |
|  |

|  |
|  |

## Inscription
« À Amurrum, son dieu, pour la vie de Hammurabi, roi de Babylone, et pour sa propre vie, Lu-Nanna, [(titre)], fils de Sîn-le'i, a façonné une statuette de cuivre (en attitude) de suppliant, le visage plaqué or, et la lui a vouée pour (qu'elle représente) son serviteur »

— Inscription de l'adorant de Larsa